# 董世祉
董世祉，聖名若望，是天主教中國籍神父。他是1950年代中国天主教“四大才子”（董世祉、张伯达、陳哲敏、沈士賢）之一。曾出任天主教中華全國教務協進委員會教理講座組組長。

## 生平
董世祉原籍四川，生於中華民國上海。他在上海开始读书，后去北平加入本笃会，又转入山东的一個教区，并自费去瑞士学习神学，並在那里成为神父。1936年加入于斌任總主教的南京總教区。第二次世界大戰期間撤退在未佔領區服務。日本投降后回上海，协助聖座駐華公使黎培里總主教筹备成立天主教中華全國教務協進委員會。1947年12月，出任全國教務協進委員會理講座組組長。
1951年6月23日（耶稣圣心瞻礼主日），董世祉在重庆市天主教徒的集会上发表“两全其美，自我牺牲”的演说，公开表示把整个的灵魂献给天主，献给教会；而把肉体献与国家：
|  | 今天要我们攻击教宗的代表黎总主教，明天就会要我们攻击耶稣的代表——教宗，后天为什么不能要我们攻击天主呢？ |

而被批判为“黎培里的忠实走狗” 。不久被捕，从此下落不明。7月1日，重庆市召开天主教青年座谈会，批判董世祉破坏三自爱国运动的言论。50多名天主教青年教徒参加座谈会。